# Список персонажів Grand Theft Auto IV
У даній статті наведена інформація про персонажів гри «Grand Theft Auto IV». Більшість персонажів гри є вигаданими. В грі є деякі персонажі, які є реальними людьми. Це гумористи Кіт Вільямс та Рікі Джервейс, а також радіоведучі Іггі Поп, Карл Лагерфельд, Джульєтт Льюїс, Дедді Янкі, DJ Premier, DJ Green Lantern та Лазло Джонс.

## Головний герой
Озвучив: Майкл Голлік
Протагоністом цієї гри є етнічний серб Ніко Беллик (серб. Нико Белић), який нелегально іммігрував до США із Балкан. Він брав участь в балканських війнах в молодості, під час яких став свідком численних звірств та військових злочинів, включаючи вбивство і понівечення тіл 50 дітей. Також на цій війні загинув його брат Джозеф. Переломним моментом в житті Ніко стало попадання його військового підрозділу у ворожу засідку. Ніко ледь вдалося втекти з неї, а більшість його товаришів на службі було вбито. Пізніше він дізнається, що ще двоє солдат з його підрозділу вижили і Ніко вважає що хтось із них зрадив всіх. Пошук та помста зраднику стає метою його життя.
Після завершення війни Ніко було важко знайти роботу і він почав працювати на бандитів. Після невеликого терміну у в'язниці Ніко починає працювати на мафіозі Родислава «Рея» Булгаріна. Його роботою було викрадення, перевезення та продаж людей. Одного разу, човен на якому Ніко перевозив викрадених людей через Адріатичне море, затонув, і Рей Булгарін звинуватив у цьому Ніко. Так як у Булгаріна були впливові друзі по всій Європі, Ніко вирішує втекти до Америки, де вже декілька років живе його брат Роман.
Роман знаходиться в поганому фінансовому стані і Ніко починає йому допомагати, підпрацьовуючи водієм в таксопарку Романа. Ніко помічає як член російської мафії Влад Глєбов залицяється до диспетчерки таксопарку Мелорі, яка також подобається Роману. Ніко вбиває Глєбова, але вже через годину його знаходять люди його боса, Міхаїла Фаустіна. Ніко вдається знайти з ним спільну мову і він починає працювати на Фаустіна. Через деякий час Фаустін починає вести себе неадекватно і божеволіти. Його помічник Дмитро Раскалов просить Ніко його вбити, що Ніко і робить. Пізніше Дмитро запрошує Ніко на зустріч на якій виявляється, що Дмитро працює на Рея Булгаріна. Булгарін збирається вбити Ніко, але йому вдається втекти. Розлючений Булгарін підпалює таксопарк та квартиру Романа, і Ніко разом із Романом доводиться втекти в інший район. Там Ніко починає працювати на наркоторговку Елізабет Торрес, через яку знайомиться із багатьма іншими людьми на яких пізніше працюватиме. В кінці гри Ніко має зробити вибір чи помститися Дмітрію Раскалову, чи піти на угоду з ним. Будь-який його вибір обернеться для нього трагедією.
Ніко має цинічний та холоднокровний характер, який сформувався під час балканських війн. Також його весь час переслідує його минуле.

## Основні персонажі

### Роман Беллик
Перша поява: "The Cousins Bellic"

Остання поява: "Mr and Mrs Bellic" (угода) або "Out of Commission" (помста)

Озвучив: Джейсон Цумвальт
Роман Беллик (серб. Роман Белић) є двоюрідним братом головного героя гри Ніко Беллика. Він приїхав в Америку за 10 років до початку подій гри. До того він жив поруч із Ніко. Вже під час перебування Романа в Ліберті-Сіті, його матір була зґвалтована і вбита. Ніко довелось набрехати Роману що його матір загинула під час пожежі, щоб приховати від нього жахливу правду. Роман має більш спокійний та оптимістичний характер, ніж Ніко, хоча іноді може впадати в страшенну паніку.
Роман пише Ніко електронні листи, в яких описує як він досяг "американської мрії", який в нього прекрасний будинок та спортивні автомобілі. Коли Ніко приїжджає до Романа, він дізнається, що Роман брехав йому в своїх листах і фінансове становище Романа є жахливим. Роман живе в однокімнатній квартирі, володіє маленьким таксопарком і він по вуха в боргах перед членами мафії. До того ж Роман страждає від ігроманії і постійно програє великі суми грошей, що заганяє його в ще більші борги. Ніко починає допомагати йому вирішувати проблеми.
На початку гри Роман намагається залицятися до молодої диспетчерки Мелорі Бардас, але вона відкидає всі його залицяння. Пізніше Ніко помічає як член російської мафії Влад Глєбов залицяється до Мелорі, і тому Ніко його вбиває. Дізнавшись про це Роман страшенно перелякується, і як виявляється недаремно. Його разом із Ніко викрадають люди іншого члена російської мафії Міхаїла Фаустіна. В підвалі у Фастіна Роман починає кричати у весь голос, і Фаустін боючись що його дружина це почує, стріляє йому в ногу щоб змусити його замовкнути. Ніко вдається домовитися із Фаустіном і його відпускають, а згодом відпускають і Романа.
Пізніше, після втечі Ніко від Рея Булгаріна, той, щоб помститися, спалює будинок і таксопарк Романа. Роману і Ніко доводиться втекти до району Бохан, де Роман на страхові виплати засновує новий таксопарк. Його стосунки із Мелорі починають розвиватися. Але через свою ігроманію Романа знову викрадають і Ніко доводиться його визволяти.
Після цього Роману нарешті вдається перебороти свою ігроманію і його фінансові справи починають налагоджуватись. Він купує пентхаус в районі Алгонквін та покращує свій таксопарк. Його стосунки із Мелорі продовжують розвиватися і вони врешті вирішують одружитися. Тим часом Ніко має зробити вибір чи помститися Дмітрію Раскалову, чи піти з ним на угоду. Роман із всіх сил агітує Ніко піти на угоду, оскільки, як він вважає, це принесе їм купу грошей і вони нарешті здійснять свою "американську мрію". Якщо Ніко все ж таки погодиться із Романом і піде на угоду із Раскаловим, той підставить Ніко, а пізніше відправить кілера на весілля Романа і Мелорі із завданням вбити Ніко. Але кіллер промахнеться і замість Ніко застрелить Романа.

### Мелорі Бардас-Беллик
Перша поява: "It's Your Call"

Остання поява: "Mr and Mrs Bellic"

Озвучила: Єлена Хьорст
На початку гри латиноамериканка Мелорі Бардас, родом з Пуерто-Рико, працює диспетчером в таксопарку Романа Беллика. Роман до неї безуспішно залицяється. Пізніше Ніко дізнається що до неї також залицявся член російської мафії Влад Глєбов, тому вбиває його. Ще через деякий час Рей Булгарін підпалює квартиру та таксопарк Романа Беллика і йому із Ніко доводиться втекти з району Брокер. Мелорі домовляється із своїм двоюрідним братом щоб він дозволив Роману та Ніко пожити в своїй квартирі в районі Бохан та знайомить Ніко із наркоторговкою Елізабет Торрес, поруч із якою виросла. Торрес дає Ніко роботу і знайомить його з багатьма іншими людьми, на яких Ніко пізніше працюватиме. Її відносини з Романом починають розвиватися і під кінець гри вона із Романом вирішують одружитися. Якщо Ніко обрав угоду, Романа вбивають прямо на очах в Мелорі на їх же весіллі. Після цього стає відомо, що Мелорі вагітна і в неї буде хлопчик. Якщо Ніко обрав помсту, то після весілля так само стає відомо, що Мелорі вагітна, але в цьому варіанті сюжету в неї буде дівчинка. Мелорі вирішує назвати її Кейт на честь Кейт МакРірі вбитої під час її весілля із Романом.

### Маленький Джейкоб
Перша поява: "Jamaican Heat"

Остання поява: "A Revenger's Tragedy" (угода) або "Out of Commission" (помста)

Озвучив: Кулі Ранкс
"Маленький" Джейкоб Г'юз є торговцем зброєю та наркотиками ямайського походження. На початку гри він із Романом Белликом є добрими друзями. Ніко знайомиться із ним коли Роман просить Ніко підвезти Джейкоба на таксі до місця, де має відбутися зустріч Джейкоба із покупцями. Ця зустріч виявляється засідкою і Ніко допомагає Джейкобу розібратися із цією ситуацією. Після цього Ніко і Джейкоб стають друзями. Протягом сюжету гри Джейкоб декілька разів допомагає Ніко, в тому числі допомагає йому втекти від Рея Булгаріна, допомагає з'ясувати хто зірвав угоду Елізабет Торрес із продажу наркотиків, допомагає знайти і вбити Дмітрія Раскалова (угода) або Джиммі Пегоріно (помста) в кінці гри. Також Ніко в будь який момент може подзвонити Джейкобу із проханням купити зброю і Джейкоб приїде до нього.
Джейкоб весь час курить канабіс, в тому числі, к великому незадоволенню Ніко, в найнепідходящі для цього моменти, наприклад під час погоні на гелікоптері. Також Джейкоб розмовляє із надзвичайно сильним растафаріанським акцентом і Ніко, для якого англійська мова не є рідною, буває дуже складно його зрозуміти.

### Патрік МакРірі
Перша поява: "Luck of the Irish"

Остання поява: "Diamonds Are a Girl's Best Friend"

Озвучив: Раян Джонстон
Патрік "Паккі" МакРірі є професійним грабіжником ірландського походження і членом ірландської мафії яка з кожним роком втрачає свою силу. Живе в будинку в Дюксі разом із мамою, сестрою на ім'я Кейт та братами Джеррі та Деріком. В Паккі є ще один брат - Френсіс. Він на відміну від інших братів вирішив піти іншою дорогою і став поліцейським. На момент початку гри він є заступником комісара поліції. Батько Паккі на момент гри вже мертвий і Паккі його ненавидить через те, що він був жорстоким до свої дітей і багато пив.
Паккі працює на наркоторговку Елізабет Торрес, через неї же і знайомиться із Ніко. Торрес відправляє Ніко та Паккі разом купити наркотики, але продавці влаштовують засідку. Ніко рятує Паккі і вони втікають. Після цього вони стають добрими друзями і Паккі знайомить Ніко із своєю родиною та бандою. Після цього Паккі разом із Ніко та своїми партнерами Гордоном Саргентом та Маклом Кіном здійснюють серію пограбувань, апогеєм якої стає пограбування банку "Ліберті" в центрі міста. Після цього вони на прохання Джеррі МакРірі викрадають дочку впливового мафіозі Грейсі Анчелоті і вимагають за неї викуп.
Пізніше Дерік і Френсіс МакРірі майже одночасно звертаються до Ніко із проханням вбити Френсіса і Деріка відповідно. Ніко доводиться обрати кого із цих братів вбити. Він тримає все це в таємниці від Паккі, але допомога Ніко із відбиттям нападу на поховання Деріка чи Френсіса остаточно закріплює дружбу Ніко і Паккі. Тепер Паккі довіряє Ніко настільки, що погоджується щоб його сестра Кейт зустрічалася із Ніко. Після подій гри Паккі переїжджає до Лос-Сантоса де може познайомитися із Майклом Де Сантою і здійснювати пограбування разом із ним.

## Антагоністи

### Дмитро Раскалов
Перша поява: "Crime and Punishment"

Остання поява: "A Revenger's Tragedy" (угода) або "A Dish Served Cold" (помста)

Озвучив: Моті Марголін
На початку гри Дмитро Раскалов є правою рукою боса російської мафії в Ліберті-Сіті Міхаїла Фаустіна, разом з яким він разом служив у армії і сидів у в'язниці, і з яким разом емігрував з Росії до Америки. Дмитро здається більш врівноваженим та розсудливим, в порівнянні з Міхаїлом. Міхаїл стверджує, що Дмитро зловживає заспокійливими і знеболювальними засобами. Із часом Дмитро стає все більш невдоволеним тим як нерозсудливо Міхаїл керує злочинною організацією, в якої через нього вже почали з'являтися вороги і на яку звернули велику увагу правоохоронні органи. Це змусило Дмітрія зрадити Міхаїла і наказати Ніко його вбити щоб уникнути війни угруповань. Ніко виконує його наказ. Перед самою смертю Міхаїл попереджає Ніко, що Америка зробила Дмітрія жадібним і що він колись зрадить і самого Ніко. Коли через деякий час Ніко приходить на зустріч із Дмітрієм на склад, то Міхаїл виявляється правим. Дмитро зрадив також і Ніко, завівши його у пастку Рея Булгаріна, з якої Ніко ледь втік. Після втечі Ніко, Дмитро влаштував на нього і його брата полювання, але Ніко вдалось зберегти своє життя та життя брата. Також Ніко намагався зберегти у таємниці роман Берні Крейна і Брюса Доукінса, який Дмитро навпаки хотів зробити загальновідомим. В кінці гри Джиммі Пегоріно, який є боссом Ніко, наказує йому взяти участь в купівлі наркотиків разом із Дмітрієм Раскаловим. Ніко доводиться зробити складний вибір: погодитися або помститися Дмітрію. Далі можливі два різні сценарії залежно від вибору Ніко.
Якщо Ніко погодиться на угоду, то Дмитро зрадить його іще раз. Він вб'є продавців і збіжить із наркотиками. Ніко доводиться зробити те саме щоб зберегти гроші Пегоріно. Пізніше Дмитро відправить кіллера на весілля Романа і Мелорі щоби вбити там Ніко, але кіллер промахнеться і вб'є Романа. Ніко із допомогою Джейкоба вислідить Дмітрія Раскалова і Джиммі Пегоріно. Коли Ніко почне перестрілюючись з їх охороною наближатися до них, Дмитро вб'є Пегоріно і намагатиметься втекти на гелікоптері, але Ніко його наздожене, зіб'є його гелікоптер і залишить помирати на острові Щастя, сказавши йому наостанок, що той зрадив усіх, з ким коли-небудь зустрічався.
Якщо ж Ніко обере помсту, він нападе на корабель "Платипус", де Дмитро купуватиме наркотики, і вб'є Дмітрія. Але це спричинить ворожнечу між Ніко і Пегоріно.

### Джиммі Пегоріно
Перша поява: "Pegorino's Pride"

Остання поява: "A Revenger's Tragedy" (угода) або "Out of Commission" (помста)

Озвучив: Тоні Пателліс
Джиммі Пегоріно є головою італійської мафіозної родини Пегоріно в Олдерні, яка вже багато років безуспішно намагається потрапити в "Комісію" з п'яти найвпливовіших мафіозних родин в Ліберті-Сіті - Анчелотті, Павано, Мессіна, Лупізелла та Гамбеті. Члени цієї "Комісії" вважають Пегоріно клоуном. Пегоріно намагався витіснити Анчелотті з "Комісії" як найслабшу з цих родин постійно нападаючи на них. Він співпрацює з ірландською мафією на чолі із Паккі МакРірі.
Наприкінці гри Пегоріно наймає Ніко для виконання декількох завдань. Пізніше Пегоріно наказує Ніко взяти участь в купівлі наркотиків разом із Дмітрієм Раскаловим. Ніко доводиться зробити складний вибір: погодитися або помститися Дмітрію. Далі можливі два різні сценарії залежно від вибору Ніко. Якщо Ніко обере угоду, Джиммі Пегоріно буде вбитий Дмітрієм Раскаловим. Якщо Ніко обере помсту, Джиммі Пегоріно розізлиться на нього за зірвану угоду і відправить кіллера вбити його, але кіллер промахнеться і вб'є Кейт МакРірі. Ніко разом із Джейкобом знайдуть його, і Ніко вб'є його на острові Щастя, наостанок передавши йому слова Джона Гравелі, який сказав що Пегоріно клоун.

### Рей Булгарін
Перша поява: "Russian Revolution"

Остання поява: "Diamonds Are a Girl's Best Friend"

Озвучив: Віталій Баганов
Рей Булгарін є впливовим членом російської мафії, який колись займався торгівлею людьми в середземноморському регіоні. В той час Ніко працював на нього, і одного разу корабель із людьми затонув, а Ніко довелось пливти до берега самому. Булгарін вирішив що Ніко обманув його, тому Ніко довелося втекти до брата в Ліберті-Сіті. Попри це, за допомогою Дмітрія Раскалова, Булгарін все ж таки знайшов Ніко і влаштував для нього засідку, з якої Ніко, із допомогою Маленького Джейкоба, вдалось втекти. Булгарін докладає всіх зусиль для пошуку Ніко і нарешті знаходить його, коли той бере участь в обміні Грейсі Анчелотті на діаманти, але Ніко вдається втекти знову.
На кораблі "Платипус", на якому Ніко Беллик приплив до Ліберті-Сіті, також контрабандно перевозилися діаманти, які належали Рею Булгаріну. Один з людей Булгаріна вкрав їх і пізніше продав Тоні Прінсу, в якого ці діаманти одразу ж вкрав Джонні Клебіц. Тому, окрім пошуку Ніко Беллика, Рею Булгаріну також доводиться зайнятись пошуком вкрадених в нього діамантів. Окрім того, він хоче купити хокейний клуб, який належить бізнесмену Марку Ашвілі, але той не погоджується. Трохи пізніше Рей Булгарін наймає Луїса Лопеса, якому доручає декілька завдань із примушення Марка Ашвілі продати клуб, а після того як це не діє, доручає Луїсу вбити його. Згодом Булгарін дізнається, що Луїс був причетним до викрадення в нього діамантів, тому влаштовує йому засідку, з якої Луїсу вдається втекти. Пізніше Луїсу стає відомо, що Булгарін збирається продати партію наркотиків в Файрфлай-Айленді і Луїс нападає на нього. Булгарін втікає від нього до аеропорту, де сідає на літак та намагається втекти. Луїс встигає заскочити в літак. Всередині він вбиває присутніх там людей Булгаріна, а коли прицілюється на самого Булгаріна, той погрожує взірвати гранату, якщо Луїс вистрілить. Попри це Луїс стріляє в Булгаріна і встигає вистрибнути із парашутом до вибуху гранати.

### Влад Глєбов
Перша поява: "It's Your Call"

Вбитий в: "Uncle Vlad"

Озвучив: Міша Кузнєцов
Дрібний босс російської мафії в районі Хоув-Біч, підлеглий Міхаїла Фаустіна, який займався там рекетом, позикою грошей і подальшим вибиванням боргів. Також був власником бару "Комрадс", в якому часто проводив час. Вперше Ніко зустрічається із ним, коли той приходить в таксопарк Романа щоб вимагати від нього повернути борг. Через деякий час, коли Влад Глєбов розуміє, що Роман не може повернути йому борг, він пропонує Ніко попрацювати на нього щоб відробити борг брата. Ніко виконує декілька завдань для Глєбова, пов'язаних із рекетом та вибиванням боргів. Пізніше Ніко дізнається, що Влад приставав до Мелорі Бардас, яка подобається Роману, тому йде в бар до Влада і починає йому погрожувати. Влад починає втікати, але Ніко наздоганяє його біля берегу річки, вбиває його і скидає труп в річку.

## Другорядні персонажі

### Брусі Кібуц
Перша поява: "Logging On"

Остання поява: "No. 1"

Озвучив: Тімоті Адамс
Брусі Кібуц є егоцентричним та іпмульсивним чоловіком із дуже гарно розвиненою мускулатурою, який схиблений на досягненні ще кращої мускулатури, через що іноді зловживає стероїдами. Часто буває надто сильно збудженим і гіперактивним. Володіє автосалоном "Брюсіс Екзек'ютів Лайфстайл Аутос" в районі Іст-Хук і дає Ніко декілька місій із викрадення машин для цього автосалону. Крім того є тренером із стилю життя та іноді бере участь в нелегальних автоперегонах. Є прихованим бісексуалом. Має брата на ім'я Морі, який не з'являється в грі.

### Френсіс МакРірі
Перша поява: "Call and Collect"

Остання поява: "Blood Brothers" (вбитий) або "Undertaker"

Озвучив: Томас Лайонс
Френсіс МакРірі є заступником комісара міської поліції, всі брати якого є злочинцями. Він є корумпованим поліцейським, тому йому доводиться найняти Ніко Беллика для того, щоб вбити людей, які погрожують зруйнувати його кар'єру. Одним із цих людей є впливовий адвокат Том Голдберг. Також Френсіс доручає Ніко вбити одного наркоторговця з Іст-Холланд та його помічника, бо збір доказів на них займе надто багато часу. Пізніше його брат, Дерік МакРірі, погрожує йому що розкаже журналістам про те, що його брати злочинці, чим зруйнує його кар'єру. Через це Френсіс просить Ніко вбити Деріка, а Дерік, підозрюючи, що Френсіс хоче його вбити, просить Ніко вбити Френсіса. Ніко робить вибір кого із двох братів вбити. Якщо Ніко вбиває Деріка, Френсіс пізніше з'являється на його похованні.

### Дерік МакРірі
Перша поява: "Three Leaf Clover"

Остання поява: "Blood Brothers" (вбитий) або "Undertaker"

Озвучив: Джордж Фістер
Дерік є найстаршим з братів МакРірі, разом з якими бере участь у злочинах. Він народився в Ліберті-Сіті, але в молодості їздив до Ірландії разом із Бакі Слайго та Ейденом О'Меллі, де вони воювали проти британського уряду на стороні Тимчасової Ірландської республіканської армії. В 1995 році Дерік на короткий час разом із Бакі та Ейденом повернувся в Ліберті-Сіті для здійснення серії пограбувань. Після пограбувань правоохоронці спіймали Деріка і він видав їм Бакі та Ейдена в обмін на свободу. Після цього Дерік знов поїхав до Ірландії і повернувся тільки в 2008 році, незадовго до початку дій гри. Він разом із Ніко, Майклом Кейном та своїм братом Паккі бере участь в пограбуванні банку. Пізніше Деріку довелось найняти Ніко щоб він вбив його колишніх друзів Бакі Слайго та Ейдена О'Меллі, які почали становити для нього загрозу.
Через деякий час Дерік погрожує своєму брату-поліцейському Френсісу, що розкаже журналістам про те, що його брати злочинці, чим зруйнує його кар'єру. Через це Френсіс просить Ніко вбити Деріка, а Дерік, підозрюючи, що Френсіс хоче його вбити, просить Ніко вбити Френсіса. Ніко робить вибір кого із двох братів вбити. Якщо Ніко вбиває Френсіса, Дерік пізніше з'являється на його похованні.

### Джеральд МакРірі
Перша поява: "Three Leaf Clover"

Остання поява: "Diamonds Are a Girl's Best Friends"

Озвучив: PJ Sosko
Джеральд МакРірі є колишнім головою ірландської мафії, яку очолив після смерті свого батька. Він деякий час працював на кримінальну родину Пегоріно, яка використовувала ірландську мафію щоб послабити кримінальну родину Анчелотті. Пізніше він зустрічає Ніко, якого наймає і дає йому завдання пов'язані із створенням проблем кримінальній родині Анчелотті. Через деякий час його заарештовують та поміщають в Виправну колонію штату Олдерні. Ніко приходить до нього у в'язницю і Джеральд просить його викрасти Грейсі Анчелотті щоб обміняти її на діаманти. Ніко приходить до нього ще двічі і таким чином Джеральд керує операцією із викрадення Грейсі Анчелотті із в'язниці.

### Мішель (Карен)
Перша поява: "Three's a Crowd"

Остання поява: "Wrong is Right"

Озвучила: Ребекка Хендерсон
Карен, яка представилась Ніко під ім'ям Мішель, є агентом під прикриттям неназваної урядової правоохоронної організації (в грі Grand Theft Auto V з'ясувалось що вона працює в Агентстві міжнародних справ), яка познайомилась із Ніко за посередництва Мелорі Бардас і почала зустрічатись з ним щоб зібрати докази його протизаконної діяльності. Після того, як Ніко за наказом Елізабет Торрес знаходить вкрадені в неї наркотики, з'являється Мішель, яка зізнається Ніко що вона урядовий агент і забирає наркотики Елізабет. Пізніше, в офісі контакту з газети "Юнайтед Ліберті", вона вибачається перед Ніко за те що їй довелось йому брехати і каже йому, що він насправді "хороший хлопець, кращий за тих божевільних, з якими вона зазвичай зустрічається"

### Елізабет Торрес
Перша поява: "Luck of the Irish"

Остання поява: "Have a Heart"

Озвучила: Чарлі Паркер
Елізабет Торрес є впливовою наркоторговкою пуерториканського походження, яка живе в Бохані. Вона була відомою в своїй рідній країні тим, що вона в 14 років з особливою жорстокістю вбила чоловіка, який намагався її зґвалтувати. Під час дій гри, за посередництва її подруги Мелорі Бардас, вона знайомиться із Ніко Белликом, якому дає декілька завдань пов'язаних із її наркобізнесом, в тому числі просить допомогти Джоні Клебіцу продати партію наркотиків. Вона також знайомить Ніко із Патріком МакРірі та Плейбоєм X. Пізніше поліція почала підбиратись до неї все ближче і ближче, що посилювало в неї параною, і врешті вона була заарештована.

### Двейн Фордж
Перша поява: "Deconstruction for Beginners"

Остання поява: "The Holland Play"

Озвучив: Девін Річардс
Двейн Фордж є наркоторговцем із району Норс-Холланд, який задовго до початку дій гри був ув'язнений через що втратив весь свій авторитет і його місце зайняв Плейбой X. Під час дій гри він виходить на свободу і одразу же приходить до своєї колишньої квартири, яка тепер належить Плейбою X. Той робить вигляд, що радий поверненню Двейна, і просить Ніко допомогти Двейну. Двейн спочатку просить Ніко повернути йому гроші, які він давав своїй дівчині Шеріз і які вона потім передавала своєму новому хлопцю Джейвону, потім він просить допомогти йому повернути у його власність стрип-клуб "Тріанг Клаб" в Бохані. Стосунки Двейна і Плейбоя X стають дедалі більш ворожими і врешті Двейн просить Ніко вбити Плейбоя X, а Плейбой X просить вбити Двейна. Ніко робить вибір кого із вбити. Якщо Ніко вбиває Плейбоя X, то Двейн дарує йому свою колишню квартиру, оскільки не може жити там сам, бо все там нагадуватиме про вбитого друга.

### Плейбой X
Перша поява: "Blow Your Cover"

Остання поява: "The Holland Play"

Озвучив: Постелл Прінгл
Плейбой X є наркоторговцем із району Норс-Холланд, який замінив на цій позиції його заарештованого друга Двейна Форджа. Плейбой X, на відміну від Двейна, не обмежувався лише наркоторгівлею, але також був активним в інших видах бізнесу, зокрема в будівельному. Він довго і безуспішно намагався добитися прихильності арабського будівельного магната Юсуфа Аміра.
Плейбой X познайомився із Ніко за посередництва Елізабет Торрес, нарготорговця із Бохана, коли вона попросила їх обох допомогти Джоні Клебіцу продати партію наркотиків. Після цього завдання Плейбой X запропонував Ніко попрацювати на нього, і той погодився. Під час їх першої зустрічі в квартирі Плейбоя X, туди несподівано прийшов тільки що випущений із в'язниці Двейн Фордж. Плейбой X цьому не зрадів, хоча намагався удати протилежне. Він попросив Ніко допомогти Двейну. Пізніше стосунки Плейбоя X і Двейна стають дедалі більш ворожими і врешті Плейбой X просить вбити Двейна, а Двейн просить Ніко вбити Плейбоя X. Ніко робить вибір кого із вбити. Якщо Ніко вбиває Двейна, то Плейбой X платить йому за виконану роботу, але обриває із ним всі зв'язки, бо йому неприємна думка, що він організував вбивство свого колишнього кращого друга.

### Менні Ескуела
Перша поява: "Escuela of the Streets"

Вбитий в: "Have a Heart"

Озвучив: Берто Колон
Менні Ескуела є американцем пуерториканського походження, який хоче очистити вулиці міста від наркодилерів. Його друг Джей Гамільтон документує його діяльність за допомогою відеокамери, після чого відзняті матеріали показують по телебаченню. Менні знайомиться із Ніко в суспільному центрі в Південному Бохані за посередництва Мелорі Бардас, і наймає його щоб той вбивав наркодилерів, а Менні робив вигляд що це він це зробив. Пізніше, Менні заходить надто далеко - він приходить додому до Елізабет Торрес і на камеру починає її ображати. Елізабет, яка сильно знервована через те, що поліція підібралась до неї дуже близько, не довго думаючи вбиває Менні і його оператора, після чого просить Ніко позбавитись трупів.

### Берні Крейн
Перша поява: "Weekend at Florian's"

Остання поява: "Mr. and Mrs. Bellic"

Озвучив: Тімоті Дж. Алекс
Берні Крейн, раніше Флоріан Кравіч, є тренером зі здорового образу життя та із фітнесу, відкритим гомосексуалом та коханцем заступника мера Брайса Доукінса, який зробив кар'єру на консервативних сімейних цінностях та анти-гомосексуальних законах. В молодості він служив в одному підрозділі разом із Ніко Белликом та Дарко Брейвічем. Дарко зрадив підрозділ, тому лише вони втрьох залишилися живими. Після цього Ніко поставив собі мету знайти того, хто зрадив його підрозділ, і помститися йому. При цьому спочатку Ніко не знав хто саме це був: Флоріан або Дарко. Ніко за допомогою Рея Бочіно відшукав Флоріана і збирався його вбити, але Флоріану вдалось переконати Ніко, що це не він зрадив їх підрозділ.
Одразу після знайомства Берні просить Ніко розібратися із чоловіком, який регулярно нападає на нього через те що він гей. Пізніше в Берні та його коханся Брайса Доукінса виникають проблеми через те, що Дмитро Раскалов шантажує Доукінса погрожуючи публічно розкрити його гомосексуальність. Ніко безуспішно намагається цьому завадити.

### Джон Гравелі
Перша поява: "Entourage"

Остання поява: "Liquidize the Assets"

Озвучив: Медісон Арнольд
Джон Гравелі був доном кримінальної родини Гамбеті, яка є однією з п'яти найвпливовіших в Ліберті-Сіті, з 1978 року до моменту його смерті в 2008 році. Під час дій гри він лежить в лікарні Шоттлері. Він знайомиться із Ніко Белликом за посередництва контакта з газети "Юнайтед Ліберті" і видає йому декілька завдань із допомоги кримінальній родині Гамбеті в обмін на допомогу в пошуку Дарко Брейвіча. Після того, як Ніко виконує ці завдання, Джон Гравелі помирає в лікарні природною смертю, про що Ніко може дізнатися з новин.

### Філ Белл
Перша поява: "No Way on the Subway"

Остання поява: "If the Price is Right" (угода) або "Pest Control" (помста)

Озвучив: Френк Бонсанж
Філ Белл є членом кримінальної родини Пегоріно та правою рукою її дона Джиммі Пегоріно. Хоч Філ і є членом кримінальної родини італійського походження, сам він ірландського походження. Він не ладить із іншим членом родини, Реєм Бочіно, настільки, що дону доводиться вибрати кого з них прибрати і він вирішує прибрати Рея Бочіно.

### Міхаїл Фаустін
Перша поява: "Crime and Punishment"

Вбитий в: "The Master and the Molotov"

Озвучив: Карел Роден
Міхаїл Фаустін був боссом російської мафії в Брокері, який народився і виріс в Радянському Союзі та переїхав до Ліберті-Сіті в 1990-их. В нього була дружина Єлена та дочка Анна. Він був імпульсивним та жорстоким чоловіком, хоча його дружина та Дмитро Раскалов, який був його другом та правою рукою, згадували часи коли він був набагато більш спокійним. Він був схильний не вагаючись вбивати людей, зокрема він вбив свого підопічного через те, що він був надто голосним, вбив хлопця своєї дівчини, а потім вбив сина іншого кримінального босса Ленні Петровіка, запідозривши його у зраді, але не перевіривши це.
Міхаїл Фаустін вперше зустрів Ніко у підвалі свого дому, куди Ніко із Романом доставили після вбивства Влада Глєбова. Фаустін погодився відпустити їх якщо Ніко виконає декілька завдань. Останнім із цих завдань є вбивство Ленні Петровіка. Після цього, Дмитро Паскалов просить Ніко вбити Фаустіна щоб уникнути війни з Петровіками, і Ніко це робить.

### Рей Бочіно
Перша поява: "Harbouring a Grudge"

Вбитий в: "Pest Control"

Озвучив: Джо Барбара
Рей Бочіно є капо-режиме кримінальної родини Пегоріно, який майже весь час знаходиться в своєму ресторані "Друзілла" в районі Маленька Італія. Рей Бочіно керував операцією із викрадення та продажу діамантів, хоча він втратив діаманти під час перестрілки в музеї. Він не ладить із іншим членом родини, Філом Белом, настільки, що дону доводиться вибрати кого з них прибрати і він вирішує прибрати Рея Бочіно.

## Інші персонажі
- Луїс Лопес — перебуває в банку в Чайнатауні коли Ніко, Патрик, Дерік та Майкл грабують його. Пізніше він зриває продаж діамантів, який намагалися провести Ніко і Джонні, та забирає діаманти собі. Згодом він разом із Тоні Прінсем обмінює ці діаманти на Грейсі Анчелотті, яку викрали Ніко Беллик та Патрик МакРірі.
- Джонні Клебіц — намагається із допомогою Елізабет Торрес та Ніко Беллика продати партію наркотиків, а пізніше, за проханням Рея Бочіно, разом із Ніко Белликом намагається продати діаманти.
- Кейт МакРірі — сестра Патрика, Френсіса, Джеральда та Деріка, наймолодша із их всіх. Зустрічається із Ніко Белликом. Наприкінці гри Ніко питає в неї поради: помститися Дмітрію Раскалову чи піти з ним на угоду. Вона радить Ніко помститися. Пізніше Ніко запрошує її на весілля Романа та Мелорі. Якщо Ніко вибрав угоду, вона ображається на Ніко і відмовляється відвідати весілля, а пізніше розриває стосунки із Ніко. Якщо Ніко вибрав помсту, вона приходить на весілля і її випадково вбиває Джиммі Пегоріно, який збирався вбити Ніко.
- Грейсі Анчелотті — дочка голови кримінальної родини Анчелотті, однієї з п'яти найвпливовіших в Ліберті-Сіті. Ніко та Патрік викрадають її щоб потім обміняти її на діаманти.
- Єлена Фаустіна — дружина голови російської мафії Міхаїла Фаустіна. Після вбивства її чоловіка, Ніко може зустріти її на Файрфлай-Айленд і вона попросить Ніко розібратися із новим хлопцем її дочки, який хоче зробити із її дочки повію.
- Дарко Брейвіч — під час Балканських війн служив в одному підрозділі разом із Ніко Белликом та Флоріаном Кравічем. Він зрадив своїх товаришів по службі за тисячу доларів, бо йому були потрібні гроші на наркотики. Після приїзду до Ліберті-Сіті, Ніко доклав всіх зусиль для його пошуку.
- Майкл Кейн — разом із Ніко та братами МакРірі бере участь в атаці на склад родини Анчелотті та в пограбуванні банку. Був вбитий під час пограбування банку.
- Гордон Сарджент — разом із Ніко та братами МакРірі бере участь в атаці на склад родини Анчелотті та слідкує за Грейсі Анчелотті після того, як Ніко та Паккі її викрали.
- Марін МакРірі — матір Патрика, Френсіса, Джеральда, Деріка та Кейт.
- Хоссан Рамзі — приятель Ніко Беллика, разом із яким він плив до Ліберті-Сіті на кораблі "Платипус". Пізніше Ніко може зустріти його в Алгонквіні, коли той торгує сумками.
- Ісаак Рот — голова єврейської мафії, якому Рей Бочіно за посередництва Ніко Беллика та Джонні Клебіца намагався продати діаманти. Після зриву угоди, Рей та Ісаак сваряться між собою і Рей відправляє Ніко вбити Ісаака.
- Ентоні Коррадо — особистий охоронець та прийомний син Джиммі Пегоріно, який зрадив Пегоріно почавши працювати на федералів. Ніко вбив його за наказом Пегоріно.
- Бадман — голова ямайської мафії, бос і друг Маленького Джейкоба. Ніко знайомиться із ним коли приходить до Маленького Джейкоба. Пізніше Ніко може зустріти його і Іст-Айленд-Сіті і Бадман поросить Ніко розібратися із російською мафією, яка захопила його район.
- Контакт з газети "Юнайтед Ліберті" — агент, ім'я якого невідоме, який працює на неназвану урядову правоохоронну організацію (в грі Grand Theft Auto V з'ясувалось що він працює в Агентстві міжнародних справ) під прикриттям газети "Юнайтед Ліберті". Є начальником Карен. Саме він наказав їй слідкувати за Ніко. Він дає Ніко декілька завдань із вбивства злочинців, а в обмін на це обіцяє Ніко знайти Дарко Брейвіча та привезти його до Ніко.